# BearingPoint
BearingPoint — международная компания, специализирующаяся в области бизнес-консалтинга и информационных технологий.
Была образована в результате создания консалтинговой практики в рамках компании KPMG, её отделения в независимое юридическое лицо под именем KPMG Consulting в 2001 году и последующего переименования в BearingPoint.
В 2009 году после банкротства американской компании BearingPoint Inc. акции и бренд были выкуплены руководством и создано европейское партнерство, в которое также вошла и российская практика. Штаб-квартира партнерства расположена в Германии.
В 2013 году BearingPoint объявила о росте выручки до 550 млн евро.
В России в представительстве BearingPoint работает более 350 сотрудников (на начало 2014 года).